# John Jansen (homme politique)
Pour les articles homonymes, voir John Jansen et Jansen.
John Jansen (né le 27 octobre 1947) est un homme politique canadien en Colombie-Britannique. Il est député provincial créditiste de Chilliwack de 1986 à 1991. 
Il siège aussi dans les cabinets des premiers ministres Bill Vander Zalm et Rita Johnston aux poste de ministre du Commerce international et de l'Immigration de juillet 1988 à novembre 1989, ministre de la Santé de novembre 1989 à mai 1991, ministre responsable des Ainés de novembre 1989 à mai 1991, ainsi que ministre des Finances et des Relations avec les entreprises de mai à novembre 1991,.

## Biographie
Né à Chilliwack en Colombie-Britannique, Jansen sert comme maire de Chilliwack pendant les années 1980.
Après la politique provinciale, il est président de la Chilliwack Hospital Foundation.